# Covers (Cat Power)
Covers è un album in studio di cover della musicista statunitense Cat Power, pubblicato nel 2022.

## Tracce
1. Bad Religion – 4:20 – Frank Ocean cover
2. Unhate – 2:44 – Cat Power
3. Pa Pa Power – 3:10 – Dead Man's Bones cover
4. White Mustang – 3:00 – Lana Del Rey cover
5. A Pair of Brown Eyes – 3:42 – The Pogues cover
6. Against the Wind – 3:13 – Bob Seger cover
7. Endless Sea – 3:35 – Iggy Pop cover
8. These Days – 3:44 – Nico cover
9. It Wasn't God Who Made Honky Tonk Angels – 2:33 – Kitty Wells cover
10. I Had a Dream, Joe – 4:39 – Nick Cave and the Bad Seeds cover
11. Here Comes a Regular – 5:14 – The Replacements cover
12. I'll Be Seeing You – 3:22 – Billie Holiday cover